# 劉鍾
劉鍾（りゅう しょう、377年 - 419年）は、東晋末の軍人。字は世之。本貫は彭城郡彭城県。

## 経歴
若くして父を失い、同郷の中山郡太守劉回とともに暮らした。隆安4年（400年）、劉裕が孫恩を討つと、劉鍾は劉裕に従って余姚・浹口から句章・海塩・婁県を攻撃し、戦功を挙げた。劉牢之の下で鎮北参軍督護となった。劉裕の征戦のたびに、劉鍾は劉裕のために戦い、深く信任された。
元興3年（404年）、劉裕が桓玄に対して起兵すると、劉鍾は劉裕の下で郡主簿となった。劉裕に従って建康を平定した。桓謙が東陵に駐屯し、卞範之が覆舟山の西に駐屯すると、劉裕は敵の伏兵を疑い、劉鍾に伏兵を撃つよう命じた。予測通り劉鍾は伏兵数百を発見して、わずかな間で敗走させた。桓玄が西に逃走すると、劉鍾は劉裕の命により東府に進軍し、鎮軍参軍督護となった。桓歆が歴陽に進攻してくると、劉鍾は豫州刺史魏詠之を助けて戦い、桓歆を撃退した。南斉国内史に任じられ、安丘県五等侯に封じられた。父祖と親族の改葬を陳情して、劉裕から厚く資給を加えられた。車騎長史に転じ、行参軍を兼ねた。
義熙4年（408年）、司馬叔璠が劉謐・劉懐玉らとともに蕃城から鄒山を攻め、魯郡太守の徐邕を破って、鄒山を落とした。劉鍾は軍を率いて司馬叔璠らを討ち、鄒山を奪回した。義熙5年（409年）、劉裕の下で南燕を討った。孟龍符が敗死すると、劉鍾は手回りを連れて敵陣に突入し、孟龍符の遺体を取り返した。振武将軍・中兵参軍に任じられ、孟龍符の代わりに広川郡太守を兼ねた。
義熙6年（410年）、盧循が建康に迫ると、徐赤特の軍が軍命にそむいたため、南岸で敗れた。劉鍾は部下を率いて柵に駆けつけると、戦傷を負いながらも戦い、盧循の軍の侵入を防いだ。盧循が蔡洲から南に逃走すると、劉鍾は輔国将軍の王仲徳とともに盧循を追った。盧循は先に別軍の范崇民に精兵5000と高艦100隻を与えて南陵に駐屯させていた。劉鍾は自ら敵情を偵察に出かけたが、敵軍にその小舟を取られてしまった。劉鍾は手回りを連れて敵の戦艦を攻撃し、敵が艦の戸口を閉めて距離を置くと、劉鍾は静かに撤退して帰陣した。劉鍾は王仲徳とともに范崇民を攻め、范崇民を敗走させた。劉鍾は100里にわたって追撃し、その船を焼き払った。義熙7年（411年）、劉藩の下で徐道覆を始興郡で追撃して、これを斬った。太尉行参軍・寧朔将軍・下邳郡太守に任じられた。孟懐玉に代わって領石頭戍事をつとめた。
義熙8年（412年）、劉裕が劉毅を討つと、劉鍾は軍を率いて王鎮悪の後詰めをつとめた。江陵が平定されると、劉鍾は朱齢石に従って後蜀を攻撃し、その先鋒をつとめた。長江に沿って成都の手前200里の彭城模まで進軍すると、後蜀の冠軍征討督護の譙亢らが長江の両岸に陣営を築いて待ち構えていた。朱齢石は持久戦を想定して劉鍾に意見を求めたが、劉鍾はこれに反対して早期の決戦を主張した。朱齢石は劉鍾の意見を容れて、翌日から進攻し、後蜀の2城を陥落させ、大将の侯輝・譙詵を斬り、進軍して成都を平定した。劉鍾は永新県男に封じられ、給事中・太尉参軍事・龍驤将軍・高陽郡内史に転じ、領石頭戍事をつとめた。
義熙11年（415年）、劉裕が司馬休之を討つと、劉鍾は前軍将軍の劉道憐とともに東府城の留守として駐屯した。冶亭の反乱兵数百が劉鍾の塁を夜襲してきたため、劉鍾はこれを撃破した。劉裕の外征中に建康の騒擾を防げなかったため、劉鍾は建威将軍に降格された。まもなく龍驤将軍として復活した。義熙12年（416年）、劉裕が北伐して後秦を攻撃すると、劉鍾はまた留守をつとめ、その兵力を増強し、府に命じて佐史を置かせた。荊州刺史劉道憐が名馬3匹を献上すると、劉裕はこれを全て劉鍾の3子に与えた。義熙14年（418年）、劉鍾は右衛将軍の号を加えられた。元熙元年（419年）、死去した。享年は43。

## 子女
- 劉敬義（後嗣、馬頭郡太守）
- 劉敬順（高昌県男）

## 伝記資料
- 『宋書』巻49 列伝第9
- 『南史』巻17 列伝第7